# جيل بايانو
جيل بايانو (بالبرتغالية: Gil Baiano‏) هو لاعب كرة قدم برازيلي في مركز ظهير ‏، ولد في 3 نوفمبر 1966 في توكانو في البرازيل. شارك مع منتخب البرازيل لكرة القدم. أما مع النوادي، فقد لعب مع ريد بل براغانتينو وسبورتينغ لشبونة ونادي إيتوانو ونادي بارانا ونادي بالميراس ونادي غواراني ونادي فيتوريا.

## وصلات خارجية
- جيل بايانو على موقع قاعدة بيانات كرة القدم.إي يو (الإنجليزية)
- جيل بايانو على موقع ناشيونال فوتبول تيمز (الإنجليزية)